# Norbert Meier
Pour les articles homonymes, voir Meier.
Norbert Meier est un footballeur allemand né le 20 septembre 1958 à Reinbek.

## Carrière

### Joueur
- 1981-1990 : Werder Brême ( Allemagne)
- 1989-1992 : Borussia Mönchengladbach ( Allemagne)

### Entraîneur
- déc. 1997-mars 1998 : Borussia Mönchengladbach ( Allemagne)
- jan. 2003-déc.2005 : MSV Duisbourg ( Allemagne)
- 2006-sep.2007 : Dynamo Dresde ( Allemagne)
- jan. 2008-2013 : Fortuna Düsseldorf ( Allemagne)
- fév. 2014-juin 2016 : Arminia Bielefeld ( Allemagne)
- sep.2016-déc. 2016 : SV Darmstadt 98 ( Allemagne)
- jan. 2017-sep 2017 : 1. FC Kaiserslautern ( Allemagne)
- fév. 2019- mars. 2019: KFC Uerdingen ( Allemagne)